# Discípulas de Jesús
Las Discípulas de Jesús son una congregación religiosa católica femenina de derecho pontificio, inspirada por el operario diocesano español Pedro Ruiz de los Paños y Ángel para 1936, pero que a causa de la Guerra Civil Española no pudo dar inicio a la obra. La fundación se dio solo hasta 1942. Las religiosas de esta congregación posponen a sus nombres las siglas D.J.

## Historia
Pedro Ruiz de los Paños y Ángel, siendo superior general de los Sacerdotes Operarios Diocesanos, tenía pensada la fundación de un instituto religioso con el nombre de Discípulas de Jesús, según él, el 18 de agosto de 1931 había recibido la inspiración para iniciar dicha obra. Con un grupo de mujeres que se habían unido a su proyecto, plantearon como día de inicio el 20 de julio de 1936, en Toledo (España), pero a causa del estallido de la Guerra Civil Española, no se pudo concretar la obra. Pedro fue martirizado durante la persecución religiosa que trajo consigo la guerra.
Antes de su martirio, Ruíz de los Paños había escrito las Constituciones del instituto y varios documentos sobre su espiritualidad y carisma. Cuando finalizó la guerra, en el Capítulos general de 1936 de los Operarios Diocesanos, se planteó la posibilidad de retomar el proyecto de fundación, dejando la responsabilidad en manos de José María Jiménez. Este da inicio a la congregación en la ciudad de Valladolid, con la aprobación del Arzobispo Antonio García y García, el 15 de diciembre de 1942. El día 21 de diciembre sucesivo, hicieron los votos las primeras religiosas de la congregación. Recibiendo después la aprobación pontificia.
El papa Juan Pablo II beatificó al fundador de las Discípulas de Jesús, el 1 de octubre de 1995, junto a otros ocho sacerdotes operarios diocesanos.

## Actividades y presencias
Las Discípulas de Cristo se dedican al apostolado litúrgico y el apostolado vocacional, por medio de colegios, retiros para sacerdotes, casas de acogida juvenil, pastoral juvenil, pastoral litúrgica en las parroquias, entre otras actividades.
En 2011, la congregación contaba con unas 129 religiosas y 20 comunidades, presentes en España, México, Venezuela y Zambia. La curia general se encuentra en Valladolid y su actual superiora general es la religiosa española María Elena Vílchez Rios.